# ريزيستين

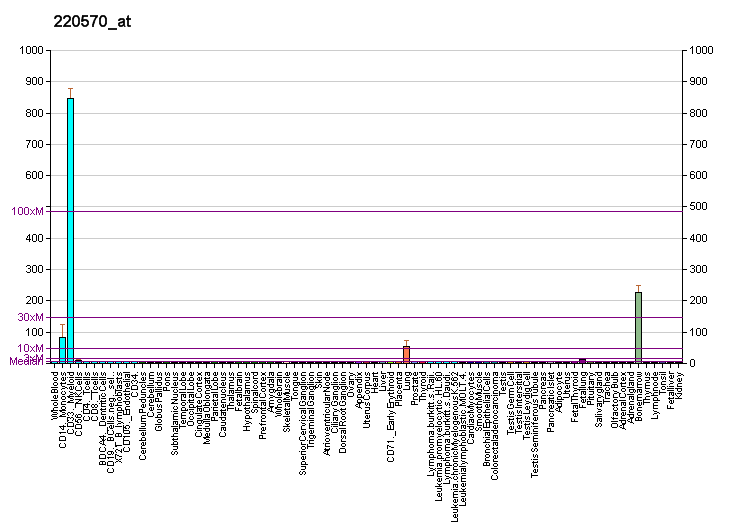

ريزيستين يُعرف أيضًا باسم عامل إفرازي خاص بالأنسجة الدهنية (ADSF) أو بروتين C/EBP-epsilon الذي ينظم إفراز النخاع الغني بالسيستين (XCP1)، هو هرمون ببتيد غني بالسيستين مشتق من الأنسجة الدهنية التي يتم ترميزها في البشر بواسطة جين RETN.
في الرئيسيات، والخنازير، والكلاب، يفرز الريزيستين بواسطة الخلايا المناعية والطلائية، بينما في القوارض، يتم إفرازه بواسطة الأنسجة الدهنية. يبلغ طول ما قبل ببتيد الريزيستن في الإنسان 108 من الأحماض الأمينية وفي الفئران والجرذان 114 من حمض أميني؛ الوزن الجزيئي ~ 12.5 كيلو دالتون. الريزيستين هو هرمون مشتق من الدهون (مشابه للسيتوكين) والذي كان دوره الفسيولوجي موضع جدل كبير فيما يتعلق بتورطه في السمنة ومرض السكري من النوع الثاني (T2DM).
لقد ثبت أن الريزيستين يسبب "مستويات عالية من الكوليسترول الضار (البروتين الدهني منخفض الكثافة أو LDL)، مما يزيد من خطر الإصابة بأمراض القلب. يزيد الريزيستين من إنتاج البروتين الدهني منخفض الكثافة في خلايا الكبد ويؤدي أيضًا إلى تدهور مستقبلات LDL في الكبد. نتيجة لذلك، يكون الكبد أقل قدرة على التخلص من الكوليسترول "الضار" من الجسم، حيث يسرع الريزيستين من تراكم البروتين الدهني منخفض الكثافة في الشرايين، مما يزيد من خطر الإصابة بأمراض القلب. يؤثر الريزيستين بشكل سلبي على تأثيرات الستاتين وهو العقار الرئيسي لخفض الكوليسترول المستخدم في علاج أمراض القلب والأوعية الدموية والوقاية منها.

## اكتشاف
تم اكتشاف هرمون الريزيستين في عام 2001 م من قبل مجموعة الدكتور ميتشل لازار (Mitchell A. Lazar) من كلية الطب بـجامعة بنسيلفانيا. وقد أطلق عليه اسم ريزيستين "Resistin" بسبب مقاومة الأنسولين الملحوظة في الفئران المحقونة بالريزيستين. عُثِرَ على الريزيستين ليتم إنتاجه وإطلاقه من الأنسجة الدهنية لخدمة وظائف الغدد الصماء التي من المحتمل أن تشارك في مقاومة الأنسولين. تنبع هذه الفكرة في المقام الأول من الدراسات التي تثبت أن مستويات مقاومة المصل تزداد مع السمنة في العديد من الأنظمة النموذجية (البشر، والجرذان، والفئران). منذ هذه الملاحظات، رَبطت الأبحاث الإضافية الريزيستين بأنظمة فسيولوجية أخرى مثل الالتهاب واستتباب الطاقة.
تناقش هذه المقالة البحث الحالي الذي يقترح ربط الريزيستين بالالتهاب واستتباب الطاقة، بما في ذلك دورها المزعوم في مقاومة الأنسولين لدى الأشخاص الذين يعانون من السمنة المفرطة.

## إلتهاب
الالتهاب هو أول استجابة مناعية فطرية للعدوى أو التهيج الناتج عن تراكم الكريات البيض (الخلايا المتعادلة والخلايا الصارية، إلخ) وإفرازها للمواد الكيميائية الالتهابية والحيوية المنشأ مثل الهيستامين والبروستاغلاندين والسيتوكينات المؤيدة للالتهابات. كما تم الاستشهاد به، فقد اكتُشِفَ مؤخرًا أن هرمون الريزيستين يساهم أيضًا في الاستجابة الالتهابية.
لمزيد من الدعم لملفه الالتهابي، فقد ثبت أن هرمون الريزيستين يزيد من أحداث النسخ، مما يؤدي إلى زيادة التعبير عن العديد من السيتوكينات المؤيدة للالتهابات بما في ذلك (على سبيل المثال لا الحصر) انترلوكين-1 (IL-1) وانترلوكين-6 (IL- 6)، وانترلوكين-12 (IL-12)، وعامل نخر الورم α بطريقة العامل النووي كابا محسن السلسلة الخفيفة من الخلايا البائية المنشطة بوساطة. لقد ثبت أيضًا أن الريزيستين ينظم جزيء الالتصاق بين الخلايا -1 (ICAM1) وجزيء التصاق الخلايا الوعائية -1 (VCAM1) وكيموكين (تتابع تنظيمي CC) لجين 2 (CCL2)، وكلها مشغولة في المسارات الكيميائية المشاركة في تجنيد الكريات البيض إلى مواقع الإصابة. يمكن تنظيم الريزستين نفسه عن طريق الإنترلوكينات وأيضًا عن طريق المستضدات الميكروبية مثل عديدات السكاريد الدهنية، التي تتعرف عليها الكريات البيض. إذا أخذنا في الاعتبار أن الريزيستين يشتهر بأنه يساهم في مقاومة الأنسولين، فإن نتائج مثل تلك المذكورة تشير إلى أن الريزيستين قد يكون رابطًا معروفًا جيدًا بين الالتهاب ومقاومة الأنسولين.
وفقًا لذلك، من المتوقع أنه إذا كان هرمون الريزيستين يعمل بالفعل كحلقة وصل بين السمنة و T2DM بينما تساهم في نفس الوقت في الاستجابة الالتهابية، فيجب أن نلاحظ أيضًا الزيادات المتناسبة في الالتهاب المزمن المرتبط بالسمنة ومقاومة الأنسولين. في الواقع، أظهرت البيانات الحديثة أن هذا الاحتمال هو الحال بالفعل من خلال إظهار الارتباطات الإيجابية بين السمنة ومقاومة الأنسولين والالتهاب المزمن، والتي يعتقد أنها موجهة جزئيًا عن طريق إشارات الريزيستين. تم تحدي هذه الفكرة مؤخرًا من خلال دراسة أظهرت أن زيادة مستويات الريزيستين في الأشخاص المصابين بـأمراض الكلى المزمنة مرتبطة بانخفاض وظائف الكلى والالتهابات، ولكن ليس بمقاومة الأنسولين. على الرغم من ذلك فيما يتعلق بالريزيستين والاستجابة الالتهابية، يمكننا أن نستنتج أن مادة الريزستين تحمل بالفعل سمات السيتوكين المؤيد للالتهابات، ويمكن أن تعمل كعقدة رئيسية في الأمراض الالتهابية مع أو بدون مقاومة الأنسولين المرتبطة بها.
يرتبط هذا الأديبوكين بعلامات الإلتهاب في البلازما المنوية وترتبط تركيزات الريزيستين المنوي بشكل إيجابي مع تلك الخاصة بالوسيطات البروتينية مثل الإنترلوكين 6 (IL-6) والإيلاستاز وعامل نخر الورم ألفا (TNF-α). أثناء التكاثر، تزداد تركيزات السيتوكينات و ROS، وقد يكون لهذا تأثير ضار على الوظيفة الإنجابية للذكور. أوضحت إحدى الدراسات وجود علاقة سلبية بين تركيزات الريزيستين المنوي وحركة الحيوانات المنوية وحيويتها (كانت التركيزات المنوية للريزيستين أعلى بشكل ملحوظ في حالات نطاف الكريات البيض أو إذا كان المرضى مدخنين).

## السمنة ومقاومة الأنسولين

### مناقشات داعمة
الكثير مما يُفترض حول دور الريزيستين في استقلاب الطاقة وT2DM يمكن إشتقاقه من الدراسات التي تُظهر وجود ارتباطات قوية بين الريزيستين والسمنة. الاعتقاد الأساسي بين مؤيدي هذه النظرية هو أن مستويات مقاومة المصل ستزداد مع زيادة السمنة. على العكس من ذلك، تم العثور على مستويات الريزستين في مصل الدم مع انخفاض السمنة بعد العلاج الطبي. على وجه التحديد، يبدو أن السمنة المركزية (الأنسجة الدهنية لمحيط الخصر) هي المنطقة الأولى من الأنسجة الدهنية التي تساهم في زيادة مستويات الريزستين في المصل. تأخذ هذه الحقيقة آثارًا كبيرة بالنظر إلى الصلة المفهومة جيدًا بين السمنة المركزية ومقاومة الأنسولين، وهما خاصيتان ملحوظتان لـ T2DM.
على الرغم من أنه يبدو أن مستويات المقاومة تزداد مع السمنة، فهل يمكننا أن نستنتج إذن أن مثل هذه الزيادة في مقاومة الأنسولين هي المسؤولة عن مقاومة الأنسولين التي يبدو أنها مرتبطة بزيادة السمنة؟ أظهر العديد من الباحثين في دراساتهم أن هذا هو الحال بالفعل من خلال إيجاد ارتباطات إيجابية بين مستويات الرزيستين ومقاومة الأنسولين. هذا الاكتشاف مدعوم أيضًا بالدراسات التي تؤكد وجود علاقة مباشرة بين مستويات المقاومة والموضوعات مع T2DM. إذا كان الرزستين يساهم في التسبب في مقاومة الأنسولين في T2DM، فإن تصميم الأدوية لتعزيز انخفاض مقاومة الأنسولين في موضوعات T2DM قد يحقق فوائد علاجية هائلة.

### مناقشات معاكسة
إن كمية الأدلة التي تدعم نظرية رابط الرزستين بين السمنة و T2DM هائلة. ومع ذلك، تفتقر هذه النظرية إلى الدعم من المجتمع العلمي بأكمله، حيث يستمر عدد الدراسات التي تقدم أدلة ضدها في التوسع. لقد وجدت مثل هذه الدراسات انخفاضًا ملحوظًا في تركيزات المصل من الرزستين مع زيادة السمنة، مما يشير ليس فقط إلى أن الرزستين يتم تنظيمه في الأشخاص الذين يعانون من السمنة المفرطة، ولكن أيضًا أن مستويات الرزستين المنخفضة قد تساهم في الروابط بين السمنة و T2DM. كما تم تقديم البيانات التي تتعارض مع فكرة أن فقدان الوزن يتزامن مع انخفاض تركيزات الرزستين في المصل. تشير مثل هذه الدراسات بدلاً من ذلك إلى أن فقدان الوزن يرتبط بزيادة ملحوظة في الرزستين في مصل الدم. إن فكرة أن هرمون الرزستين تربط السمنة بـ T2DM تخضع الآن لمزيد من التدقيق، حيث أكدت الدراسات الحديثة وجود تعبير واسع النطاق عن الرزستين في العديد من الأنسجة، بدلاً من تلك الخصائص الوحيدة للسمنة، مثل الخلايا الشحمية.
على الرغم من أن العديد من العلماء يعارضون النظرية تقريبًا مثل أولئك الذين يدعمونها، إلا أن هناك أدلة كافية تدعم فكرة أن هرمون الرزستين له دور غير محدد بشكل كامل في توازن الطاقة، مع إظهار الخصائص التي تساعد على تحريض الاستجابات الالتهابية لمواقع العدوى.

## البنية
تكشف الهياكل البلورية للريزيستين عن تركيبة غير عادية للعديد من الوحدات الفرعية التي ترتبط ببعضها البعض من خلال التفاعلات غير التساهمية التي تشكل هيكلها. يُظهر التركيب البلوري مجموعة متعددة القوالب تتكون من روابط ثنائي كبريتيد مكونة من سداسي. تتكون كل وحدة بروتينية فرعية من مجال ساندويتش بيتا «رأس» غني بالكربوكسي ثنائي الكبريتيد وقطعة «الذيل» الأمينية الطرفية ألفا الحلزونية. ترتبط المقاطع الحلزونية ألفا لتشكيل ملفات ثلاثية الجديلة، وتتوسط روابط ثاني كبريتيد الكبريتيد المكشوفة السطحية في تشكيل سداسيات ذيل إلى ذيل. يحتوي المجال الكروي من الريزيستين على خمسة روابط ثنائي كبريتيد (Cys35-Cys88 و Cys47-Cys87 و Cys56-Cys73 و Cys58-Cys75 و Cys62-Cys77). هذا يشير إلى أنه سيتم الحفاظ على نمط ثاني كبريتيد.
تعتبر روابط ثاني الكبريتيد بين سلاسل الريزيستين وجزيء شبه الريزيستين ß جديدة من حيث أنها عالية المذيبات عند تعرضها، وتتراوح من 84.6٪ إلى 89.5٪. يبلغ متوسط التعرض للمذيبات لجميع روابط ثاني كبريتيد 9.9٪، و 16.7٪ بالنسبة لـ 1,209 روابط ثنائي كبريتيد بين السلسلة. لذلك، فإن روابط ثاني كبريتيد الأكثر كشفًا والتي تم العثور عليها للبروتينات السليمة هي ثاني كبريتيدات الريسيستين ذات الدقة العالية.
الريزيستين Cys6Ser المتحولة كانت أكثر قوة عند التركيز المنخفض وكان لها تأثير أكبر من الرزستين من النوع البري عند التركيز العالي. تشير هذه النتيجة إلى أن معالجة روابط ثنائي كبريتيد قد تعكس خطوة إلزامية نحو التنشيط. تشير النتائج الأخرى أيضًا إلى أن كلاً من Cys6Ser-المتحول والريزيستين من النوع البري يستهدفان الكبد بشكل أساسي.